# Supernova 2020
Die 6. Supernova fand am 8. Februar 2020 statt und war die lettische Vorentscheidung für den Eurovision Song Contest 2020 in Rotterdam (Niederlande) sein. Samanta Tīna gewann mit ihrem selbst geschriebenen Lied Still Breathing. Den Text schrieb die Sängerin Aminata Savadogo, die Lettland beim Eurovision Song Contest 2015 in Wien (Österreich) vertrat.

## Format

### Konzept
Die öffentlich-rechtliche Fernsehgesellschaft Latvijas Televīzija (LTV) bestätigte am 10. Oktober 2019 seine Teilnahme für 2020. In diesem Jahr findet lediglich eine Finalsendung am 8. Februar 2020 statt. Halbfinale werden nicht mehr stattfinden. Wettbewerbsproduzentin Ilze Jansone berichtete, dass lange Uneinigkeit über den Fortbestand von Supernova herrschte. Doch seit August 2019 erreichten LTV mehr Bewerbungen als im Vergleich zu den vergangenen fünf Jahren.

### Beitragswahl
Vom 10. Oktober 2019 bis zum 20. November 2019, 23:59 Uhr konnten interessierte Musiker Beiträge bei LTV einreichen. Auch ausländische Komponisten und Interpreten waren dazu eingeladen, Beiträge einzureichen. Es wurden insgesamt 126 Beiträge bei LTV eingereicht und damit so viele wie bis dahin in keinem Jahr zuvor. Die Produzentin Ilze Jansone bestätigte eine deutlich größere Varietät der Musik Genres, eine gestiegene Anzahl weiblicher Autorinnen und mehr Lieder in lettischer Sprache.
Eine 18-köpfige Jury reduzierte die Beiträge auf 28. Die Jury bestand aus den folgenden Mitgliedern:
- Agnese Cimuška – Lettische Musikentwicklungsgesellschaft
- Aiga Leitholde – Musikkritikerin
- Liena Grīna – Lettische Vereinigung der ausübenden Künstler und Produzenten (LaIPA)
- Sabīne Brice – Universal Music Lettland
- Ilze Jansone – Supernova Produzentin
- Inese Saulāja – Warner Music Lettland
- Kaspars Zaviļeiski – Musikjournalist
- Jānis Žilde – Musiker, TVnet Redakteur
- Kaspars Mauriņš – Latvijas Radio 2
- Rūdolfs Švēde – Radio Tev
- Emīls Kazakovs – Kurzemes Radio
- Toms Grēviņš – Pieci.lv
- Artis Dvarionas – Radio SWH
- Aleksis Vilciņš – Pieci.lv
- Edgars Bāliņš – Wiwibloggs Autor
- Petri Mannonen – Universal Music Finnland und Baltikum
- Martti Vuorinen – Universal Music A&R
- Pēteris Krievkalns – Supernova Creative Director

## Teilnehmer
Am 9. Januar 2020 veröffentlichte LTV die 28 Teilnehmer und ihre Beiträge. 26 der 28 Interpreten präsentierten ihr Lied im Rahmen einer Live-Audition. Die Jury wählte aus den verbliebenen Interpreten neun aus, die am 8. Februar 2020 im Finale antreten werden. Auch die Bewertung der Zuschauer auf YouTube wurde miteinbezogen. Am 16. Januar 2020 wurden sie schließlich vorgestellt. Ursprünglich sollten nur acht Interpreten am Wettbewerb teilnehmen, doch die Newcomerin Seleste erhielt einen Startplatz im Finale.
| Interpret                    | Lied Musik (M) und Text (T) | Sprache  | Übersetzung (Inoffiziell)      |
| ---------------------------- | --- | -------- | ------------------------------ |
| Aivo Oskis                   | Dive Deep M: Aivis Ošķis, Bruce Mendes, Ruslans Kuksinovičs; T: Aivis Ošķis                                                                           | Englisch | Tauche tief                    |
| Alekss Silvērs               | Again M/T: Alekss Silvērs, Andis Ansons, Uku Moldau                                                                                                   | Englisch | Wieder                         |
| Alise Haijama                | Me Me Song M/T: Lotars Lodziņš, Jānis Kalve, Artūrs Palkevičs; T: Valdis Čirksts                                                                      | Englisch | Mich mich Lied                 |
| Annemarija Moiseja           | Undo M: Mārtiņš Gailītis, Jans Vavra, Annemarija Moiseja, Reinis Straume; T: Reinis Straume, Jans Vavra                                               | Englisch | Rückgängig machen              |
| ANNNA                        | Polyester M/T: Anna Madara Pērkone | Englisch | Polyester                      |
| Antra Stafecka & Atis Ieviņš | Coming Over M: Atis Ieviņš; T: Atis Ieviņš, Jānis Čubars                                                                                              | Englisch | Rüber kommen                   |
| Audiokvartāls                | Connection M: Ivars Ozoliņš, Arnis Ozoliņš, Juris Ludženieks, Ludvigs Lielauss, Mārtiņš Gailītis; T: Valters Mirkšs, Reinis Straume                   | Englisch | Verbindung                     |
| Bad Habits                   | Sail With You M: Mārtiņš Balodis, Kristaps Grīnbergs, Normans Bārbals, Jānis Līde; T: Mārtiņš Balodis                                                 | Englisch | Mit dir segeln                 |
| DRIKSNA                      | Stay M: Jānis Driksna; T: Aidan O’Connor | Englisch | Bleiben                        |
| Edgars Kreilis               | Tridymite M/T: Edgars Kreilis, Ingars Viļums | Englisch | Tridymit                       |
| Elizabete Gaile              | For You M: Elizabete Gaile, Edijs Ostapko; T: Elizabete Gaile, Jūlijs Melngailis                                                                      | Englisch | Für dich                       |
| Katrīna Bindere              | I Will Break Your Heart M/T: Katrīna Anete Bindere-Čodere, Jānis Driksna, Niklāvs Sekačs                                                              | Englisch | Ich werde dein Herz brechen    |
| Katrīna Dimanta              | Heart Beats M/T: Katrīna Dimanta, Herberts Blumbergs, Andis Ansons, Jānis Bērziņš                                                                     | Englisch | Herzschläge                    |
| Laika Upe                    | All My Roads M: Reinis Straume, Kaspars Ansons, Guntis Nurža, Atis Čamanis, Reinis Petrovičs, Jānis Pastars, Edgars Ansons-Tomsons; T: Reinis Straume | Englisch | Alle meine Straßen             |
| Līva                         | Not That Important To You M/T: Līva Komarovska, Kaspars Ansons, Uku Moldau                                                                            | Englisch | Für dich nicht so wichtig      |
| MADARA                       | Māras zeme M/T: Madara Fogelmane | Lettisch | Maras Land                     |
| Maia                         | Make It Real M: Maija Aukšmuksta, Reinis Ašmanis; T: Maija Aukšmuksta                                                                                 | Englisch | Lass es Wirklichkeit werden    |
| Markus Riva                  | Impossible M/T: Markus Riva, Aminata Savadogo | Englisch | Unmöglich                      |
| Miks Dukurs                  | I'm Falling For You M/T: Miks Dukurs | Englisch | Ich verliebe mich in Dich      |
| Rūta Ķergalve                | Izgaismots M/T: Rūta Ķergalve | Lettisch | Beleuchtet                     |
| Sabīne Blūma Blūmane         | Beauty Will Save The World M: Gaitis Lazdāns; T: Diāna Žukova                                                                                         | Englisch | Schönheit wird die Welt retten |
| Samanta Tīna                 | Still Breathing M: Samanta Tīna; T: Aminata Savadogo                                                                                                  | Englisch | Immer noch atmend              |
| Seleste                      | Like Me M: Reinis Briģis; T: Seleste Solovjova-Vlasova                                                                                                | Englisch | Wie ich                        |
| Shanti                       | Voices In My Mind M: Liene Matveja, Santa Dzalbe; T: Santa Dzalbe, Linda Ozola                                                                        | Englisch | Stimmen in meinem Kopf         |
| Signe & Jānis                | Inner Light M: Jānis Aizupietis, Signe Aizupiete; T: Asnāte Tarvide                                                                                   | Englisch | Inneres Licht                  |
| Toms Kalderauskis            | Be My Truth M: Liene Atvara, Toms Kalderauskis, Roberts Memmēns; T: Liene Atvara, Toms Kalderauskis                                                   | Englisch | Sei meine Wahrheit             |

## Finale

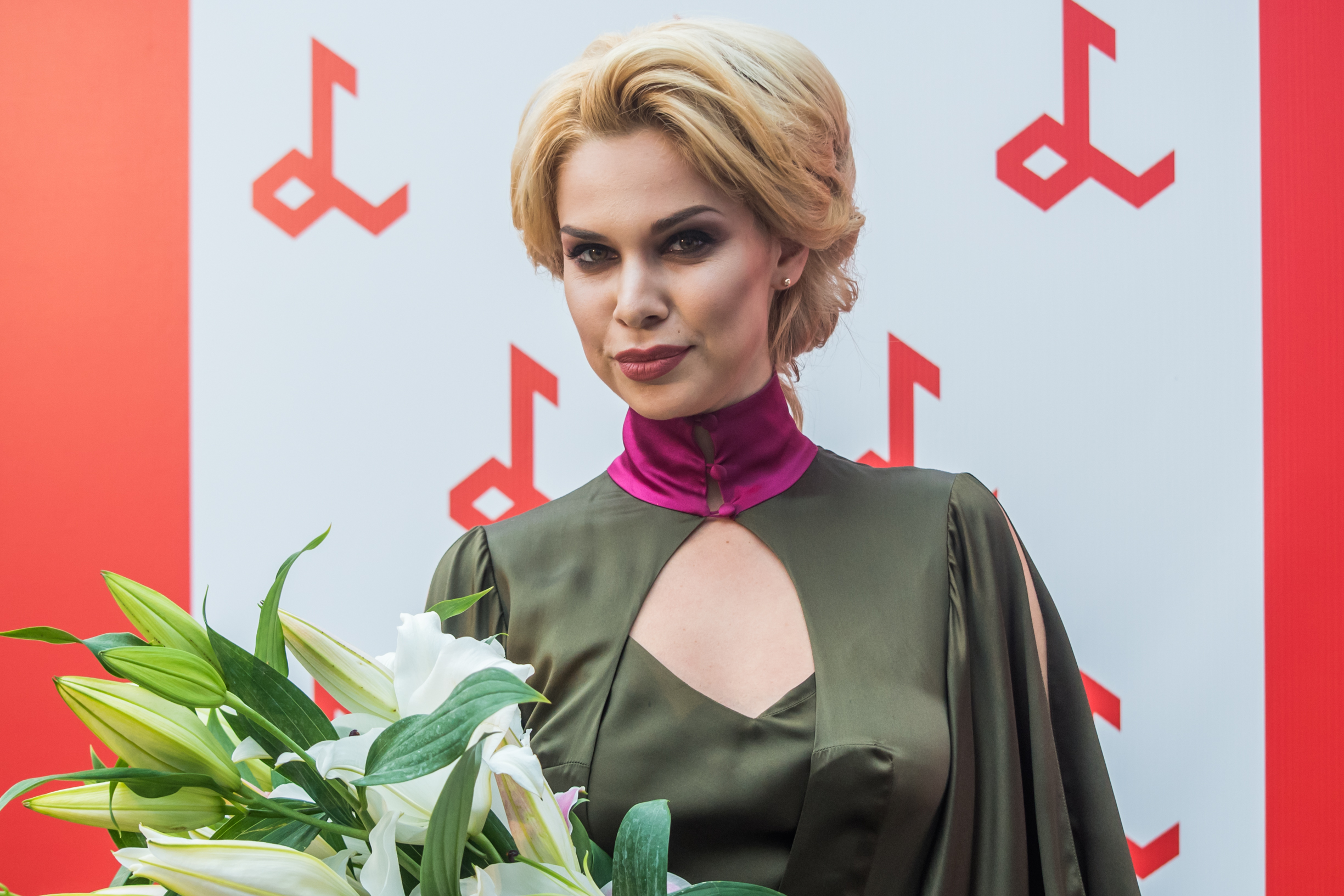
Die Gewinnerin des Supernovas 2020: Samanta Tīna

Das Finale fand am 8. Februar 2020 mit neun Interpreten statt. Die Sängerin Samanta Tīna gewann mit ihrem Lied Still Breathing.
| Platz | Startnr. | Interpret       | Lied Musik (M) und Text (T)                                                                           | Sprache  | Übersetzung (Inoffiziell)   | Zuschauer | Zuschauer  | Zuschauer |
| Platz | Startnr. | Interpret       | Lied Musik (M) und Text (T)                                                                           | Sprache  | Übersetzung (Inoffiziell)   | Internet  | Televoting | Gesamt    |
| ----- | -------- | --------------- | --- | -------- | --------------------------- | --------- | ---------- | --------- |
| 1.    | 9        | Samanta Tīna    | Still Breathing M: Samanta Tīna; T: Aminata Savadogo                                                  | Englisch | Immer noch atmend           | 39,24 %   | 30,63 %    | 35,42 %   |
| 2.    | 5        | Katrīna Dimanta | Heart Beats M/T: Katrīna Dimanta, Herberts Blumbergs, Andis Ansons, Jānis Bērziņš                     | Englisch | Herzschläge                 | 22,63 %   | 34,98 %    | 28,12 %   |
| 3.    | 7        | ANNNA           | Polyester M/T: Anna Madara Pērkone                                                                    | Englisch | Polyester                   | 19,22 %   | 13,84 %    | 16,83 %   |
| 4.    | 6        | Miks Dukurs     | I'm Falling For You M/T: Miks Dukurs                                                                  | Englisch | Ich verliebe mich in Dich   | 07,69 %   | 06,93 %    | 07,35 %   |
| 5.    | 8        | Bad Habits      | Sail With You M: Mārtiņš Balodis, Kristaps Grīnbergs, Normans Bārbals, Jānis Līde; T: Mārtiņš Balodis | Englisch | Mit dir segeln              | 03,79 %   | 04,40 %    | 04,06 %   |
| 6.    | 1        | Seleste         | Like Me M: Reinis Briģis; T: Seleste Solovjova-Vlasova                                                | Englisch | Wie ich                     | 02,43 %   | 03,31 %    | 02,82 %   |
| 7.    | 4        | Edgars Kreilis  | Tridymite M/T: Edgars Kreilis, Ingars Viļums                                                          | Englisch | Tridymit                    | 02,74 %   | 02,11 %    | 02,82 %   |
| 8.    | 3        | Katrīna Bindere | I Will Break Your Heart M/T: Katrīna Anete Bindere-Čodere, Jānis Driksna, Niklāvs Sekačs              | Englisch | Ich werde dein Herz brechen | 01,22 %   | 01,89 %    | 01,52 %   |
| 9.    | 2        | DRIKSNA         | Stay M: Jānis Driksna; T: Aidan O’Connor                                                              | Englisch | Bleiben                     | 01,04 %   | 01,90 %    | 01,42 %   |